# Mokofane Milton Kekana
Mokofane Milton Kekana (* 3. Oktober 1995) ist ein südafrikanischer Langstreckenläufer.

## Sportliche Laufbahn
Erste internationale Erfahrungen sammelte Mokofane Milton Kekana im Jahr 2017, als er bei der Sommer-Universiade in Taipeh im 10.000-Meter-Lauf in 30:33,03 min den siebten Platz belegte und im Halbmarathon nach 1:08:57 h auf Rang fünf einlief und sich damit in der Teamwertung die Silbermedaille hinter dem Team aus Japan sicherte. Zwei Jahre später siegte er in 29:29,43 min über 10.000 Meter bei den Studentenweltspielen in Neapel und belegte im Halbmarathon in 1:09:23 h Rang 14 in der Einzel- und Rang 5 in der Teamwertung.

## Persönliche Bestzeiten
- 10.000 Meter: 28:42,99 min, 4. April 2019 in Stellenbosch
- Halbmarathon: 1:02:13 h, 27. Juli 2019 in Port Elizabeth